# سفين غرونبيرغ
سفين غرونبيرغ (بالإستونية: Sven Grünberg)‏ هو ملحن إستوني، ولد في 24 نوفمبر 1956 في تالين في إستونيا.

## وصلات خارجية
- سفين غرونبيرغ على موقع IMDb (الإنجليزية)
- سفين غرونبيرغ على موقع ميوزك برينز (الإنجليزية)
- سفين غرونبيرغ على موقع قاعدة بيانات الأفلام السويدية (السويدية)
- سفين غرونبيرغ على موقع ديسكوغز (الإنجليزية)
- سفين غرونبيرغ على موقع قاعدة بيانات الفيلم (الإنجليزية)
- سفين غرونبيرغ على موقع كينوبويسك (الروسية)